# 貴霜王卑路斯一世
貴霜王卑路斯一世（巴克特里亚语：Πιρωςο Κοϸανο ϸαηο）是貴霜-薩珊王國的貴霜王（245－275年），為貴霜王阿爾達希爾一世的繼任者。他是一個精力充沛的統治者，曾於巴尔赫、赫拉特及健馱邏三地鑄造錢幣。在他的統治下，貴霜-薩珊王國的版圖進一步向西伸延，並將衰弱的貴霜帝國推往北印度的马图拉。
貴霜王卑路斯一世的王位於275年，由貴霜王荷姆茲一世所繼任。

## 名稱
「卑路斯」是一個中古波斯语名字，解作「勝利的」。值得注意的是，貴霜王卑路斯一世是薩珊家族中首名使用此名字的統治者。數世紀後，這個名字又被薩珊王朝的皇室家族所使用——卑路斯一世（統治時期 459–484年）正為第一人。

## 統治

貴霜-薩珊王國地圖

「貴霜-薩珊」（Kushano-Sasanian）是現代學者使用的一個歷史學用語，指於巴克特里亞地區（最終亦包括喀布里斯坦和健馱邏）取代貴霜帝國的君主朝代。據歷史學家戈達德·雷扎哈尼指出，該朝代看似是薩珊家族的一個年輕分支，且可能是其中一名薩珊王中之王的後代之一。它是由貴霜王阿爾達希爾一世（統治時期 230–245年）於接受首任薩珊王中之王阿尔达希尔一世後所創立的。貴霜-薩珊人在使用「貴霜王」（Kushanshah）一詞時，採用一種與貴霜人相同的方式，從中展現了與祖先的一脈相承。卑路斯於245年成為貴霜王。

### 薩珊式硬幣
卑路斯與其前任者貴霜王阿爾達希爾一世一樣，在其錢幣上稱呼自己為「偉大的貴霜君主」（Great Kushan King）和「祆教神」（Mazdean lord）。在卑路斯一些較為稀有、於赫拉特（HLYDY）鑄造的錢幣（「授予問題」）中，正面以巴列維語刻著「mzdztn bgy pylwcy rb’ kwš’n mdw’」（解作「崇拜馬茲達的大貴霜君主卑路斯」）字樣。在錢幣背面，可看到卑路斯站在左邊，面對著從寶座上站起來的阿娜希塔。卑路斯在祭壇上手持授勳花環，並舉起左手，做出祝福的手勢。阿娜希塔手上亦拿著一個授勳花環和一支節杖。

### 貴霜式硬幣

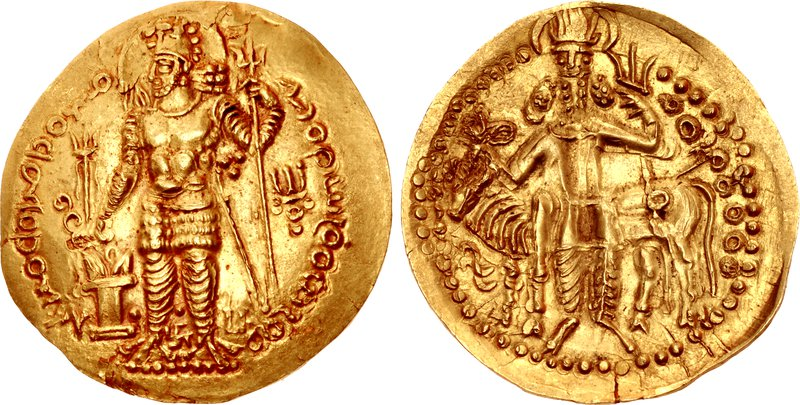
於巴尔赫鑄造的貴霜王卑路斯一世的錢幣，乃模仿貴霜錢幣而鑄成。
正面：披著盔甲的君主於祭壇上做祭品。除南迪帕達符號外，雙腿之間刻有卍字，右方亦刻有婆罗米文字母^{} Pi。四周的巴克特里亚语刻字寫有「大貴霜君主卑洛斯」
背面：貴霜神厄修、巴克特里亞語刻字「崇高的神」。

卑路斯的統治象徵著貴霜-薩珊幣的轉變，它變得與貴霜帝國時期的錢幣非常相似。他是首位基於貴霜模型（Kushan model）發行錢幣的貴霜-薩珊王國統治者。卑路斯的金幣往往傾向於呈杯狀，並模仿貴霜統治者韋蘇提婆一世的設計。這些錢幣通常於興都庫什山脈以北巴克特里亞的巴尔赫鑄造。
這種新的錢幣類型在視覺上雖然與貴霜幣幾近一模一樣，但作出了一些特殊的調整。卑路斯錢幣的正面刻畫了他身穿貴霜盔甲，站在祭壇上做祭品；與此同時，他右手握著一支矛（雷扎哈尼將盔甲的風格形容為薩珊式服裝）。錢幣中亦包含數種符號：祭壇上的三叉戟（通常被解讀成君主身後的南迪帕達標誌）和於雙腿之間的卍字。統治者的右旁、近地面的位置亦刻有一個婆罗米文字母 Pi。錢幣正面四周刻有巴克特里亚语文字（由下午2時正開始）：Πιρωςο οοςορκο Κοϸανο ϸαηο（「大貴霜君主卑路斯」）在這一點上，卑路斯與其前任者阿爾達希爾一世一樣，稱呼自己為「大貴霜君主」。
錢幣反面飾有具貴霜風格的貴霜神厄修（在相應的貴霜錢幣上則為巴克特里亞語「Οηϸο」），利用印度神靈湿婆的特性，站在公牛南迪前面，並手持三叉戟和王冠（diadem）。這種新的反面取代了過往於貴霜-薩珊錢幣上所刻畫的祆教神靈密特拉或阿娜希塔。在卑路斯的貴霜式錢幣中，雖然神的刻畫方式在目測上與貴霜幣上的甚為相似，但錢幣上的刻字並不再是貴霜語「厄修」（Οηϸο），而是以巴克特里亞語刻字「οορςοανδο ιαςοδο」或「BΟPZAΟANΔΟ IAZAΔΟ」（「崇高的神」）所取代。
卑路斯除了於貴霜-薩珊王國的主要基地巴克特里亞鑄造錢幣外，亦曾於健馱邏及巴格拉姆（且很可能於白沙瓦）鑄造錢幣。貴霜-薩珊人正是在這個時候，開始將貴霜人逐出健馱邏，將他們推向北印度的马图拉（正為他們的權力從國王貶至地方王子之地）。故此，卑路斯為首位於興都庫什山脈以南鑄造錢幣的薩珊統治者，並因數度叠印薩珊統治者迦膩色伽二世的錢幣而為人所知。

### 祆教天房的銘文

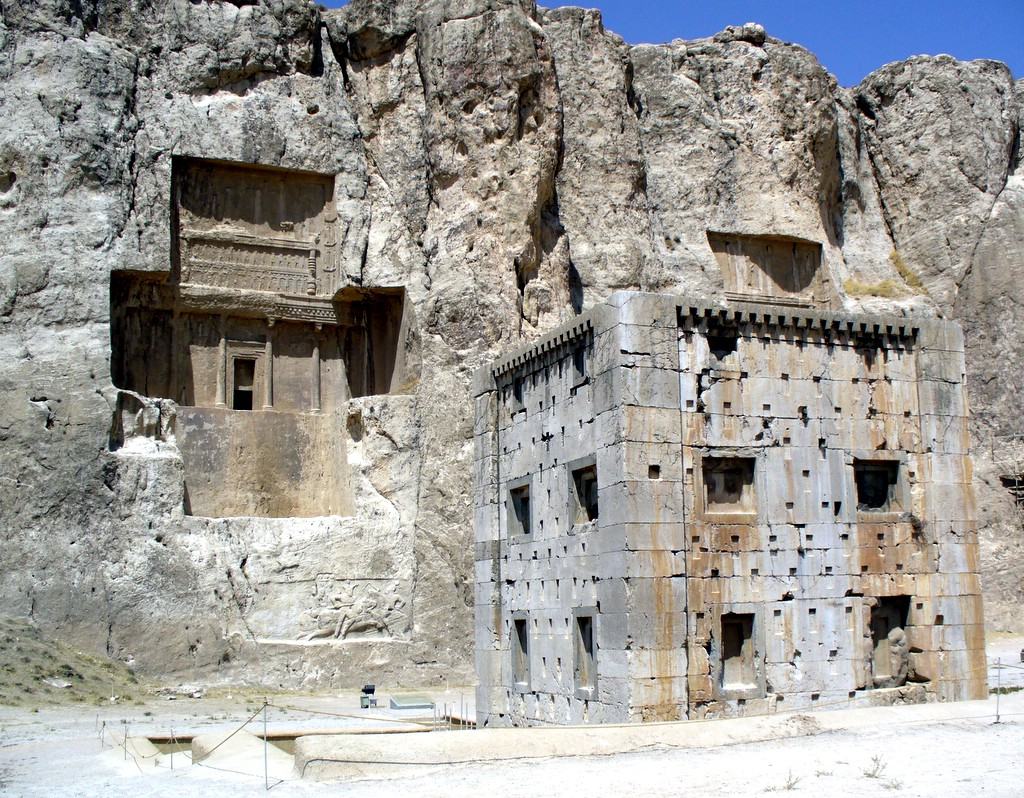
祆教天房為沙普尔一世的銘文所刻之處

在卑路斯統治時期（約262年），薩珊王中之王沙普尔一世（統治時期 240–270年）刻下了祆教天房銘文（Ka'ba-ye Zartosht inscription）。在銘文中，沙普爾一世宣稱自己是數個地區（包括貴霜-薩珊地區）的宗主：
⋯崇拜馬茲達的主，沙普爾，伊朗和安-伊朗（An-Iran）的王中之王⋯（我）是伊朗（Ērānšahr）領地的主人，擁有帕爾斯、帕提亞⋯印度斯坦（Hindestan），貴霜王朝的領地乃至白沙瓦的界限，以及卡什（Kash）、粟特和查希斯坦。
然而，據雷扎哈尼指出，貴霜-薩珊人似乎太強大，不可能單純是薩珊人的首長，而他們的存在「很可能反映了薩珊人早期對安息帝國的帝國環境之延續，作為薩珊王室的一個盟友，但又是自治的干將分支（cadet branch）」。據歷史學家理查德·佩恩（Richard Payne）所說，「貴霜-薩珊子王國乃由代表薩珊王中之王的巴爾赫所統治」。275年，卑路斯的王位由王中之王（統治時期 271–274年）的兒子貴霜王荷姆茲一世所繼任。